# 劉禕之
劉禕之（630年—686年8月12日），字希美，常州晋陵县（今江苏省常州市）人，祖籍临淮郡阳乐县（今江苏省宿迁市），漢光武帝之子廣陵思王劉荊的后裔，唐朝宰相。

## 生平
劉禕之的祖父劉興宗是南朝陈鄱阳王谘议参军；他的父亲劉子翼历任隋朝、唐朝秘书监和著作郎，死在唐高宗永徽初年。劉禕之以文章知名，与孟利貞、高智周、郭正一并称为「刘、孟、高、郭」，他们都在昭文館工作。
唐高宗上元年间（674年-676年），劉禕之迁左史、弘文館直学士，他和元萬頃、范履冰、苗楚客、周思茂、韓楚賓等文士被召入宫中，为唐高宗的皇后武后（即武则天）编写著作，包括《列女傳》、《臣軌》、《百僚新誡》。因为他们的工作场所在宫中靠近北门，当时人们称他们为北門學士。武后让他们参与决策，分割宰相的权力。同时，劉禕之的哥哥劉懿之为给事中，兄弟二人被人羡慕。
677年，劉禕之升任中書省的副官中书侍郎、唐高宗和武后的幼子李轮（后来的唐睿宗）的司马，然而他姐姐使他被流放。劉禕之的姐姐是宫里的女官，武后派他去武后母亲荣国夫人家探病。劉禕之违法规定，通过贺兰敏之去荣国夫人家探望姐姐，结果他被流放到巂州（今四川凉山彝族自治州）好几年。
后来，武后请求皇帝将劉禕之从流放地赦回，任命为中書舍人，继续做相王李旦（李轮改名）的司马。不久，升任中书侍郎。唐高宗认为劉禕之的家族世代忠孝，对劉禕之说：“相王是我的爱子，卿家忠孝，我希望你能好好地教导他。”劉禕之居家孝友，经常用俸禄救济亲属，得到高宗皇帝的赞誉。
唐高宗在683年驾崩，皇太子李哲继位为唐中宗；武后为皇太后，掌握实权。684年，唐中宗想谋求权力，武则天把他废黜，立他的弟弟李旦为唐睿宗。劉禕之参与了这场政变，随即升任中书侍郎、同中書門下三品，赐爵临淮县男。当时军国多事，所有的诏敕都出自刘祎之，他构思敏速，诏书可立待而成。
685年，武太后非常信任劉禕之。当时司门员外郎房先敏被贬卫州司马，他向宰相申诉。内史（原中书令）骞味道对他说：“这是皇太后的决定。”劉禕之说：“你因获罪改任官职，是有关官员奏请的结果。”武后得知，认为骞味道有功归己，有过推君，贬他为青州刺史。刘祎之推善于君，引过在己，加授太中大夫，赐物百段、细马一匹。武则天对群臣说：“夫为臣之体，在扬君之德，君德发扬，岂非臣下之美事？且君为元首，臣作股肱，情同休戚，义均一体。未闻以手足之疾移于腹背，而得一体安者。味道不存忠赤，已从屏退。祎之竭忠奉上，情甚可嘉。”
686年（墓志铭记载，传世文献记载为687年），劉禕之一言导致了他的悲惨结局。他在私底下对凤阁舍人賈大隱说：“太后能废昏君、立明君，为什么不能把权力给皇上来安抚天下？”賈大隱向武后汇报了。武则天不悦：“刘祎之是我所引用的，居然有背我之心，难道他还能感念我的恩情吗？”结果，有人诬告劉禕之接受了归诚州都督契丹人孙万荣贿赂的黄金，还和原宰相许敬宗的侍妾私通。武则天派肃州（今甘肃酒泉）刺史王本立审问劉禕之。当王本立到劉禕之的处所宣读太后的诏书，劉禕之不服，说：“没有经过中书省起草、门下省审核的文书，能叫诏令吗？”（「不經鳳閣鸞臺，何名為勅？」）王本立回禀武则天。武则天大怒，拘捕劉禕之，认为他藐视自己的敕使。
唐睿宗和师傅劉禕之关系很好，想向母亲求情。劉禕之的亲友知道皇帝营救后，非常高兴。劉禕之知道后说：“我死定了。太后临朝独断、要杀我，皇帝要救我，必然让我早死。” 不久，武则天将劉禕之赐死在家中。劉禕之临死前，让儿子刘揚名向武则天上谢表。刘揚名太悲伤写不下去，劉禕之自己提起笔来，一会就写完了。劉禕之死后，他的陈情谢表，见者无不伤痛。麟台郎郭翰、太子文学周思钧，因为称叹这份谢表，被武则天贬谪。
690年，唐睿宗让位给母亲武则天。唐睿宗710年复位後，追赠劉禕之为中書令。劉禕之著有《劉禕之集》七十卷。

## 刘祎之墓志铭
刘祎之墓志出土于洛阳，该墓志长、宽各八十八厘米，四煞装饰卷草纹，志文楷书，共38行，每行38字，志盖未见。该墓志目前已被洛阳私人收藏。

   大唐故中书侍郎同中书门下三品昭文馆学士临淮县开国男赠中书令刘氏先府君墓志铭并序
   嗣子润州司法参军扬名等谨述
   缅寻童幼，昔事严慈。趋庭禀诗礼之初，入室奉晨昏之次。用能备观百行，总闻四德，忠孝之道存焉，贞淑之教流焉。霜露年深，仪范斯远。门庭遗事，记录犹多，或求他人，谁能具矣。是用谋诸姻属，敬述德音。先府君讳祎之，字希美，临淮阳乐人。汉光武子广陵思王荆之后也。蛇分沛国，郁兴西汉之基；凤集济阳，式建东都之业。及五马南渡，七姓从王，家于晋陵，重为名族。曾祖保，陈始兴王谘议参军。祖兴宗，鄱阳王谘议参军，名书国史，兼有文集。考子翼，皇朝朝散大夫、著作郎、昭文馆学士。盛德伟才，自有史传，岂伊小子所敢详焉。府君积善余庆，里人为美。四岁通《骚》、《雅》，六岁属文章。及乎成童，文史足用。就养之美，造次无亏。非道不行，非礼不履，孝友恭肃，闻于乡党。年甫十五，言祗上京。燕公于志宁、河南公褚遂良素闻府君高名，特加表荐。寻授宋州参军，转左率府仓曹参军、昭文馆直学士，又转内直丞。丁内忧，寻奉敕夺情，授雍州万年县主簿，兼崇贤馆直学士，又迁著作佐郎，又转起居舍人。府君长兄中允君时任给事中，与府君同侍玉阶，分华两省，侍奉之美，朝论称荣。俄而坐事，徒于越嶲。上元初，今上抗表，雪府君无罪，特敕追还。未几，授中书舍人。皇命才发，紫泥已奉。疾如奔电，势若凌云，天下之人，望风钦属。寻授相王府司马，仍侍王属文。又加昭文馆学士，寻又检校礼部侍郎。朝望允谐，礼仪斯缉。寻又兼吏部侍郎，所立纲纪，至今遵式。未终大选，又迁中书侍郎。掌绂凤池，实参鵷汗。誉高五字，声驰八表。属皇帝嗣膺大宝，府君久事平台。礼峻宋昌，恩踰邴吉。寻同中书门下三品，封临淮男，邑三百户。于时，天子谅阴，独决朝政。举无遗策，动不失机。燮理惟和，中外无事。累承天泽，特冠朝伦。每献嘉谋，必筵厚赐，或申直谏，更锡殊私。然每奉恩波，必加忧惧。频表退让，天听不回。志在公清，户无私谒。廉过辞帛，慎均温树。抚育犹子，逾于所生。至于朝廷诰命，吉凶制则，挥翰立成，文不加点。然以□□府幕，兼崇定策之功，久掌丝纶，遂迫奸臣之忌。奄罹冤酷，上诉无因。以垂拱二年八月十二日薨于河南崇业里之私第，春秋五十七。扬名等号天扣地，无所逮及，偷生忍死廿余年。以唐隆元年，皇□载临宸极，情深遗旧，赠中书令，又葬日令州县检校给赙，礼也。重惟府君天性纯至，日用恭睦。重丁二祸，无改三年。虽久变琴歌，而不忘哀慼。至若词藻精博，独冠当时。汉代文章，无非子云之笔；晋朝碑颂，必假孙公之词。罕存草稿，并多遗逸。今所编录，成七十卷焉。宝在门庭，藏诸天府。先夫人河东郡君裴氏，皇朝户部尚书、安邑公矩之孙，始州临津令恭道之女也。□□礼乐，门袭轩裳，一德无爽，六行兼备。枣栗苹蘩，夙彰于内则；柔明贞婉，更昭于母仪。抚养子侄，至于成长。彼苍不吊，翳我何辜。以圣历元年九月廿八日终于汴州尚贤里之私第，春秋五十六。长子扬名，今任润州司法参军。第二子大名，今任通事舍人。第四子审名，今任右卫兵曹参军。第三子正名、第五子有名、第六子异名，并秀而不实，早归泉壤。扬名等亲奉义方之教，夙承清白之基。不自灭亡，重罹凶变。兄弟零落，形影相依。载偶圣明，各从驱策。思荐堇而无及，将负米而何因。慼慼崇堂，劬劳难报。哀哀逝水，风树长摇。今赠终之礼既宣，制葬之仪允集。龟筮告吉，岁月其良。以今景云二年岁次辛亥九月癸酉朔廿五日丁酉葬于洛阳县金鄘乡之原，礼也。北拒长河，南瞻太室。郊原爽垲，都邑骈华。松柏千秋，丘陵万古。宁神有地，为子方终。虽卑不述尊，古有其义。然礼仪名教，先人之法。因心则述，何必求人？是用依卢谌之诔，取陆机之赋。啜其泣矣，敢作铭云：
   父兮母兮，尽劬劳。屺兮岵兮，肆哀号。履霜庭兮慼慼，攀泪柏兮忉忉。钦若先君兮道在天下，愍余□子兮孰敢挥毫，欲报德兮空罔极，地既厚兮天盖高。

## 延伸阅读
[在维基数据编辑]
 《舊唐書·卷87》，出自刘昫《舊唐書》
 《新唐書/卷117》，出自《新唐書》